# 不丹尾凤蝶
不丹尾凤蝶（学名：Bhutanitis ludlowi）也称不丹褐凤蝶，一种分布于不丹、印度东北部及中国云南省的鳞翅目昆虫，隶属于凤蝶科尾凤蝶属（褐凤蝶属）。

## 形态特征
不丹尾凤蝶成虫双翅黑色，翅上的灰白色斜线非常明显。前翅斜线共有8条，第1条特别宽。后翅有大块深红色斑及天鹅绒状黑斑，边缘锯齿状，呈三尾状突起。